# Amores (Ovidio)

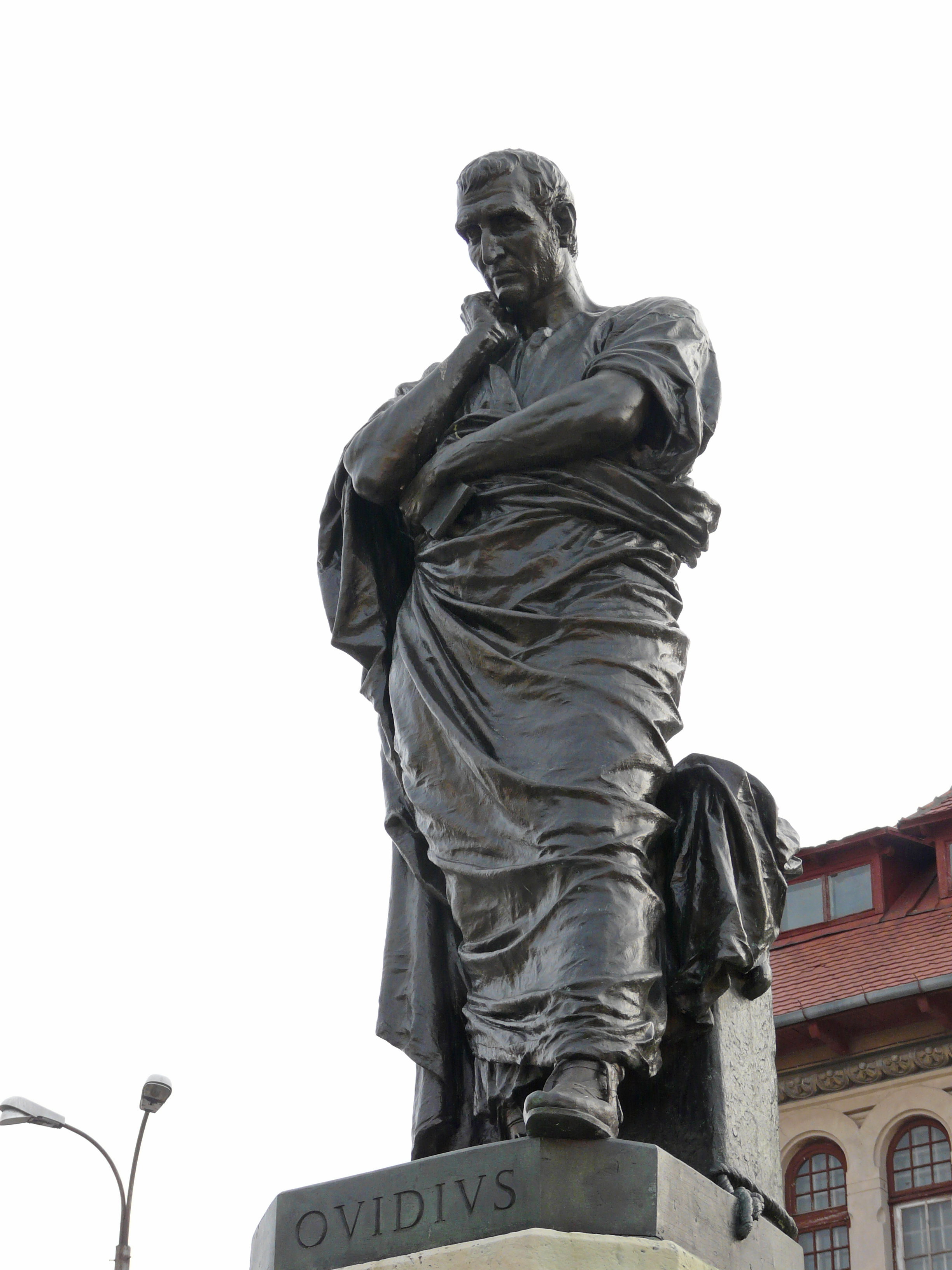
Estatua del poeta romano Ovidio en Constanza, Rumania.

Amores es la primera obra de Ovidio en dísticos elegíacos. Se publicó por primera vez en el año 16 a. C. en cinco libros, aunque el propio Ovidio reagrupó posteriormente los poemas en los tres libros que se conservan actualmente.  La obra sigue los modelos de elegía amorosa de su época que habían popularizado los poetas Tibulo y Propercio; aunque incluyó con frecuencia un punto de vista humorístico en los tópicos habituales en el género.
Algunos han considerado que Amores es un poema épico simulado porque empieza con la misma palabra que la Eneida de Virgilio: «Arma» (una comparación deliberada con el género épico, del que se burla después Ovidio). El poeta describe su propósito original: escribir un poema épico en hexámetro dactílico, «con material conviene al metro» (línea 2): la guerra. Sin embargo, Cupido «roba un pie» (I, 1, línea 4: «unum suripuisse pedem») y lo convierte en dístico elegiaco: el metro de la poesía del amor.
Ovidio vuelve al tema de la guerra varias veces por todas partes de los Amores, especialmente en el capítulo nueve del Libro 1, comparando los amantes con los soldados (I, 9, línea 1: «Militat omnis amans»: «Cada amante es un soldado»).
Como hacían otros autores líricos, en esta obra se concentra Ovidio en un amor entre el poeta y una muchacha (en latín, puella): Corina.

## Contenido
Libro I
- Elegía 1: El poeta renuncia a escribir un poema épico y obligado por Cupido decide dedicarse a la elegía amorosa. Este tema es tópico y aparece con frecuencia en autores que cultivan géneros considerados menores como Virgilio al inicio de las Bucólicas y las Geórgicas.
- Elegía 2: El poeta reconoce la insuficiencia de sus fuerzas ante el poder del amor.
- Elegía 3: El poeta se dirige por primera vez a su amada y enumera sus cualidades. Le promete también fama eterna a través de sus versos.
- Elegía 4: El poeta acude a un banquete. El poema está repleto de indicaciones secretas a la amada que asistirá a él junto a su marido.
- Elegía 5: El poeta rememora el cuerpo de Corina, del que gozó por primera vez durante una tarde calurosa. En esta elegía aparece por primera vez el nombre de Corina.
- Elegía 6: El enamorado se lamenta del portero que guarda las puertas de casa de su amada impidiéndole el paso. Este tópico es conocido como paraclausithyron.
- Elegía 7: El poeta lamenta que una vez osó levantar la mano contra su amada.
- Elegía 8: La bruja y alcahueta Dipsa pretende atraer a la amada del poeta a los brazos de un hombre rico que a diferencia de este puede permitirse espléndidos regalos.
- Elegía 9:  El poeta crea un paralelismo entre la actividad del militar y la de un amante. Ambas ocupaciones requieren plena dedicación y vigilancia. Este tópico es conocido como militia amoris.
- Elegía 10: El poeta se lamenta porque su amada ha pedido un precio por su amor, cuando el amor nunca puede tenerlo.
- Elegía 11: El poeta pide a Nape, criada de la amada, que lleve a esta unas tablillas donde le pregunta cuándo puede verla.
- Elegía 12: Las tablillas mencionadas en la elegía 11 regresan con una respuesta negativa.
- Elegía 13: El poeta reprocha a la aurora su llegada porque provocará la separación de los amantes.
- Elegía 14: El poeta reprocha a su amada que haya estropeado su cabello con tintes y tenacillas.
- Elegía 15: El poeta defiende su dedicación a la poesía que puede reportarle fama eterna. Este poema recuerda la oda Monumentum aere perennius de Horacio.

Libro II
- Elegía 1: Presentación del libro II. El poeta vuelve sobre el tópico de la recusatio que ya trató en la elegía 1 del libro I.
- Elegía 2: El poeta intenta convencer a Bagoo, guardián de su amada, para que relaje su vigilancia.
- Elegía 3: Bagoo rechaza hacerlo y el poeta insiste en su petición.
- Elegía 4: El poeta reconoce la debilidad que siente por todo tipo de mujeres.
- Elegía 5: El poeta se enfada por una infidelidad de Corina; sin embargo, la perdona.
- Elegía 6: El poeta lamenta la muerte del papagayo de Corina. El tono de la elegía es paródico.
- Elegía 7: Corina acusa celosa al poeta de mantener una relación con su camarera Cipasis. El poeta lo niega.
- Elegía 8: El poeta se dirige a Cipasis y le pregunta quién pudo denunciar su relación a Corina. Esta elegía contrasta con la anterior, pues si en la 7 negaba la relación, en la 8 muestra que mentía y está dispuesto a continuar sus encuentros con Cipasis.
- Elegía 9a: El poeta se queja de que siempre es la víctima de Cupido.
- Elegía 9b: Sin embargo, el poeta proclama que no podría vivir sin amor. Contrasta esta elegía con la anterior.
- Elegía 10: El poeta reconoce que ama a dos mujeres lo cual le provoca confusión. Sin embargo, prefiere ese estado a vivir sin amor.
- Elegía 11: Corina emprende un viaje. El poeta aprovecha la ocasión para lanzar un inventiva contra los viajes y la navegación pues apartan de su lado a su amada.
- Elegía 12: El poeta celebra su triunfo en el amor obtenido tras la conquista de Corina. El lenguaje de la elegía es marcial continuando el tópico militia amoris.
- Elegía 13: El poeta ruega a los dioses que salven a Corina que está enferma tras un aborto voluntario.
- Elegía 14: El poeta condena la práctica del aborto.
- Elegía 15: El poeta se dirige a un anillo que piensa regalar a Corina y lo envidia porque estará siempre en contracto con la piel de su amada.
- Elegía 16: El poeta se encuentra en Sulmona lejos de Corina y ansía reunirse con ella.
- Elegía 17: El poeta explica la soberbia que nace de la hermosura de Corina.  Aun así se muestra satisfecho de ser su siervo.
- Elegía 18: El poeta insiste en su deseo de cultivar la elegía amorosa en lugar de géneros más elevados como el épico que cultiva el poeta Macro.
- Elegía 19: El poeta reprocha al esposo de su amada que no obstaculiza más su relación, pues hace que esta sea demasiado fácil.

Libro III
- Elegía 1: Las personificaciones de dos géneros, la Tragedia y la Elegía, intentan ganarse al poeta.  Este decide permanecer fiel a la elegía.
- Elegía 2: El poeta señala el circo como un lugar excelente para la seducción de mujeres. Este consejo aparece también en el libro I de El arte de amar.
- Elegía 3: El poeta justifica que su amada haya jurado en falso porque los dioses así se lo permiten a las mujeres hermosas.
- Elegía 4: El poeta recrimina a un marido que cuide con excesivo celo a su mujer, pues lo prohibido atrae más el deseo.
- Elegía 5: El poeta tiene un sueño premonitorio de las infidelidades de su amante.
- Elegía 6: El poeta lanza una invectiva contra un río crecido que le ha separado de su amada. Si en el poema I.6 se dirigía a una puerta, ahora se dirige a un río como obstáculo para el amor: una nueva versión del tópico  paraclausithyron.
- Elegía 7: El poeta lamenta su impotencia eréctil cuando se encontraba con una mujer hermosa.
- Elegía 8: El poema se queja de la sed de riquezas de los hombres después de que su amada lo abandonara por un hombre rico.
- Elegía 9: El poeta lamenta la muerte del poeta elegíaco Tíbulo.
- Elegía 10: El poeta protesta por el período de continencia sexual al que obligan las fiestas de Ceres  y explica que la diosa también disfrutó del amor.
- Elegía 11a: El poeta, cansado de las infidelidades de Corina, pone fin a la relación.
- Elegía 11b: El poeta se debate entre el amor y el odio hacia Corina.
- Elegía 12: El poeta se lamenta porque han sido sus versos los que han dado publicidad a Corina atrayendo así la atención de los rivales.
- Elegía 13: El poeta explica la festividades de Juno en Falerios. Ovidio escribirá años después Fastos, una obra donde describirá los orígenes de múltiples festividades.
- Elegía 14: El poeta no exige que su amante sea casta, pero sí al menos discreta. No desea saber ya nada de las infidelidades de esta.
- Elegía 15: El poeta da por finalizada su obra y se despide de la elegía seguro de que sus poemas serán inmortales.